# Willy Moralt

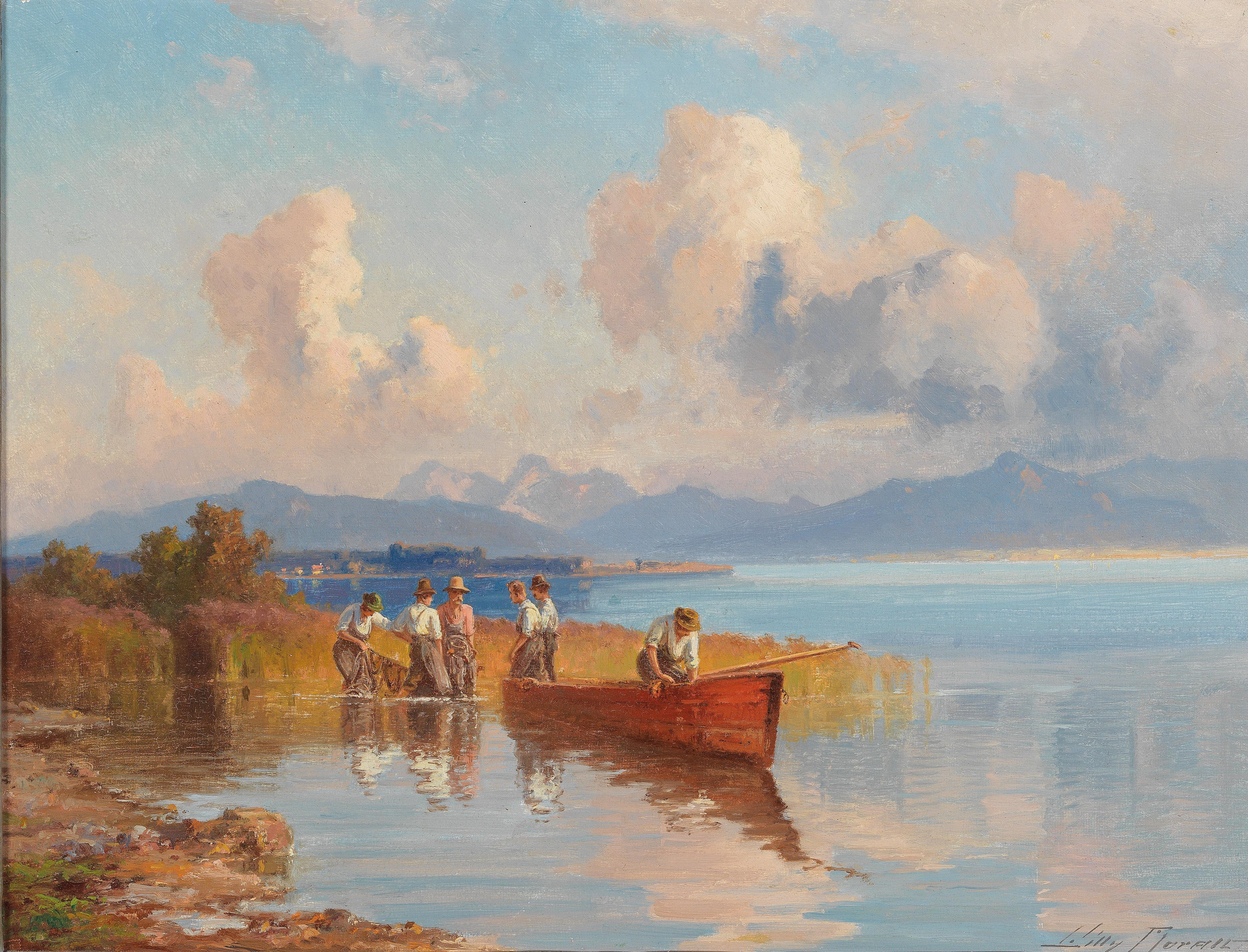
Chiemseefischer

Wilhelm („Willy“) Karl Paul Moralt (* 1. Dezember 1884 in München; † 18. Februar 1947 in Lenggries) war ein deutscher Genre- und Landschaftsmaler.

## Leben
Willy Moralt stammte aus einer alteingesessenen Musikerfamilie. Er wurde als Sohn des königlichen Kammermusikers und Landschaftsmalers Paul Moralt (1849–1943), eines Schülers von Carl Spitzweg und Christian Morgenstern, und seiner Ehefrau Maria, geborene Julier, geboren. Willy Moralt wird häufig als Großneffe Spitzwegs bezeichnet, ist aber mit ihm nicht verwandt, da er der Großneffe der Ehefrau von Spitzwegs Bruders Eduard (1811–1884), Angelika geb. Moralt (1819–1873), war. Haupterbe des 1885 kinderlos verstorbenen Spitzweg war sein Neffe Otto Spitzweg (1843–1921), doch später erhielt auch Moralt einige Skizzenbücher und Vorzeichnungen Spitzwegs.
Mit 15 Jahren unternahm er lange Reisen nach Württemberg, Baden und ins Elsass. Der Vater, der sein Talent erkannte, schickte ihn an die Akademie der Bildenden Künste in München, wo er Schüler von Karl Raupp wurde. Nach zweijährigem Studium erhielt Moralt für im Glaspalast ausgestellte Landschaftsbilder die Bronzene Ehrenmedaille. Freund und finanzieller Unterstützer war ihm der Kunsthändler Demeter. Moralt lebte in München, Buttermelcherstraße 9, später Hans-Sachs-Straße 1.
Am 25. Januar 1907 heiratete Moralt gegen den Willen beider Eltern Anna, gen. „Anita“ Schmidt in London. Nach mehreren Reisen erkrankte Moralt an einem dauerhaften Lungenleiden.
Auf der Internationalen Kunstausstellung 1924 wurde ihm die Goldene Medaille verliehen. Während des Zweiten Weltkriegs verlor er nach einem Bombenangriff seine Münchener Wohnung. Daraufhin zog er nach Lenggries, wo er am 18. Februar 1947 verstarb.

## Werk
Moralt wurde vor allem als Kopist und Nachahmer Spitzwegs bekannt, dessen Malweise er derart verinnerlicht hatte, dass seine Bilder teilweise mit Originalen von Spitzweg verwechselt werden können, zumal sie zuweilen mit dessen Signatur versehen wurden. Wenn er nicht direkt kopierte, stellte er Spitzwegsche Motive, zum Beispiel die beliebten Einsiedler oder Reisegruppen in der Landschaft, zu neuen Kompositionen zusammen. Der Kunsthistoriker Siegfried Wichmann unterstellt ihm auch „fälscherische Absicht“ und schätzt seine Nachahmungen als „unerträgliche Banalisierung“ ein. Es ist aber nicht eindeutig nachgewiesen, dass er selbst Spitzwegs Signatur oder ein höheres Alter der Bilder vortäuschte. Vielmehr signierte er häufig mit seinem eigenen Namen.
Außerdem malte er aber auch lichtdurchflutete bayerische Landschaften im moderneren, aber naturalistischen Stil, vergleichbar Rudolf Reschreiter und Edward Harrison Compton. Er trat ferner als Illustrator für Karl May’s Illustrierte Reiseerzählungen (ab 1907) hervor.
Am 5. Mai 2019 wurde eine Folge der Sendung Lieb & Teuer des NDR ausgestrahlt, die von Janin Ullmann moderiert und im Schloss Reinbek gedreht wurde. Darin wurde mit der Gemälde-Expertin Ariane Skora ein Gemälde von Willy Moralt besprochen, das in seiner Thematik, seiner Motivauswahl und seinem Stil an Carl Spitzwegs Werke erinnert.